# 安寿吉
安寿吉（안수길，1911年11月3日—1977年4月18日），韩国小说家。他生于咸镜南道咸兴市，是家中长子，小时候随祖母生活，13岁时追随住在间岛的父亲，1926年中学毕业后回到咸兴接受高等教育。1929年11月曾因参加学生运动被拘，后退学。1930年曾赴日本早稻田大学就读，后中途辍学。1932年回间岛教书，并开始文学创作。1935年结婚，同年创立了“北乡会”文学组织。1936年起任《间岛日报》（后被并入《满鲜日报》）记者，1945年6月辞职回朝鲜。1946年起供职于《京乡新闻》，并在政府担任文化部次长（1946）、调查部长（1949），朝鲜战争爆发后移居大邱市。1952年在釜山龙山高等学校任教，1959年任教于梨花女子大学。1960年被选为国际笔会韩国分会中央委员。
作于1955年的短篇《第三种类型的人》书写战争时期的知识分子遭遇，表现了文化人的苦闷，为他赢得了亚洲自由文学奖。5卷长篇小说《北间岛》（1959 - 1967）是安寿吉的代表作，书写了间岛朝鲜人移民李昌润一家四代的生活历程。这本书比他在殖民时期的作品更加大胆的暴露了日本侵略者的恶行，描写了洪范图、金佐镇等人的民族主义斗争，对抗日战争后期共产党的斗争也有所着墨。安寿吉的其他重要作品还有长篇小说《北乡谱》（1944）、《浮桥》（1959）、《通路》（1968）等。